# Komedie
Komedie (fra oldgræsk κωμῳδία/komodia, af κῶμος/kṓmos (= festival, sjov, halløj) og aoidos (= sanger, poet) fra aeidein (= at synge), beslægtet med ᾠδή/ode) er en betegnelse for morsomme teaterstykker og film. 

## Antikken
I Dionysos-kulten blev der i Grækenland i 400-tallet f.Kr. fremført handlinger af maskerede, udklædte og talende skuespillere, afvekslende med et syngende og dansende kor. Komedien er flere tiår yngre end tragedien og voksede ud af den samme tradition. I Aristofanes' ældre komedier er den en del af korpartiet, hvori forfatteren i jeg-form forsvarer sit værk og sine hensigter mod navngivne konkurrenter og politiske modstandere. I løbet af Aristofanes' forfatterskab forsvandt indslaget helt. Komedien kunne få sit navn efter koret, der ofte forestillede dyr. Blandt Aristofanes' bevarede komedier er Fuglene, Frøerne og Hvepsene. De kan gå tilbage til rituelle maskerader i komediens ældste tid, som de ses på vasemalerier.
Komedien gav forfatteren frihed til at hævde sine meninger lige i ansigtet på selv den mægtigste modstander, der ovenikøbet kunne latterliggøres. Samfundskritik var komediens favoritmotiv, men den parodierede også sin modsætning tragedien. Aristofanes gjorde grin med tragedieforfatterne efter tur, især Euripides, ved at bruge scenens tekniske muligheder - opfundet med tanke på tragedien - på bizart vis. Da den demokratiske frihed forsvandt i 400-tallet f.Kr., ophørte komediens funktion som talerør; på den tid var korets tekster også erstattet med et eneste ord til angivelse af, at her skal koret optræde.

## Middelalderen
I middelalderen var teaterkunsten gået til grunde og glemt, og dialogerne blev misopfattet som fortællende digte. Komedier blev betragtet som bryllupsdigte formet som dialog, da de romerske komedier endte med en bryllupsfest. Mens tragedien var skrevet i stylus gravis (= alvorlig stil), gav komedierne en grinagtig fremstilling af laverestående personer, skrevet i stylus humilis (= lav stil). I "Vergils hjul", en cirkel med tre sektorer, optræder også en mellemting, stylus medioris, der førte til pastoraledigtningen. I tragediedigtningens alvorlige stil omtaltes kun "ædle" ting som konger, krige, våben, heste, ørne, egetræer, roser og liljer. "Lave" ting som hyrder, køer og grise, spurve og ukrudt var forvist til den "lave stil" i komediedigtningen. Mens tragediernes "høje stil" fordrede, at karaktererne var "tapre", "smukke", "noble", var komediernes karakterer tilsvarende dumme, grimme og komiske. En sådan fremstilling af bønder betød ikke, at forfatteren nærede foragt for bønder, men at han skrev i sin tids skematiske stil. Dermed blev en satiriker som Juvenal opfattet som "komediedigter", mens Dante kaldte sit hovedværk for Komedien, dels fordi digtet begynder i helvedes uhygge og ender i paradisets glæder, dels fordi det er skrevet på volgare, det italienske talesprog, i stedet for latin. Tilføjelsen "guddommelig" kom først i en trykt udgave fra 1550'erne, hvor Dantes værk præsenteres som en guddommelig komedie.